# Židovska autonomna oblast
Židovska autonomna oblast je oblast u Rusiji, u Dalekoistočnom saveznom okrugu.
Osnovana za vrijeme Staljina i trebala je poslužiti kao nova država za sve Židove iz SSSR-a. Zbog oštre klime, ali i politike Staljina u 30.-tima od prvotnog oduševljenja novom državom malo je naseljeno Židova u ovoj oblasti.
Danas ima oko 1,2 % stanovnika Židova u ovoj oblasti.